# Ruy-Montceau
Ruy-Montceau (solo Ruy fino al 2015) è un comune francese di 4 298 abitanti situato nel dipartimento dell'Isère della regione dell'Alvernia-Rodano-Alpi.

## Società

### Evoluzione demografica
Abitanti censiti